# Seznam zápasů polské fotbalové reprezentace na Mistrovství Evropy
Polská fotbalová reprezentace byla celkem 5× na mistrovstvích Evropy ve fotbale, a to v letech 2008, 2012, 2016, 2021 a 2024.
- Aktualizace po ME 2024 – Počet utkání – 17 – Vítězství – 3x – Remízy – 6x – Prohry – 8x

| Číslo | Soupeř        | Výsledek                  | ME      | Fáze turnaje       | Góly Polska                                                   |
| ----- | ------------- | ------------------------- | ------- | ------------------ | ------------------------------------------------------------- |
| 1.    | Německo       | 0–2                       | ME 2008 | základní skupina B | Ne                                                            |
| 2.    | Rakousko      | 1–1                       | ME 2008 | základní skupina B | Roger Guerreiro                                               |
| 3.    | Chorvatsko    | 0–1                       | ME 2008 | základní skupina B | Ne                                                            |
| 4.    | Řecko         | 1–1                       | ME 2012 | základní skupina A | Robert Lewandowski                                            |
| 5.    | Rusko         | 1–1                       | ME 2012 | základní skupina A | Jakub Błaszczykowski                                          |
| 6.    | Česko         | 0–1                       | ME 2012 | základní skupina A | Ne                                                            |
| 7.    | Severní Irsko | 1–0                       | ME 2016 | základní skupina C | Arkadiusz Milik                                               |
| 8.    | Německo       | 0–0                       | ME 2016 | základní skupina C | Ne                                                            |
| 9.    | Ukrajina      | 1–0                       | ME 2016 | základní skupina C | Jakub Błaszczykowski                                          |
| 10.   | Švýcarsko     | 1–1 (PP) na penalty (5–4) | ME 2016 | osmifinále         | Jakub Błaszczykowski, rozhodující penalta Grzegorz Krychowiak |
| 11.   | Portugalsko   | 1–1 (PP) na penalty (3–5) | ME 2016 | čtvrtfinále        | Robert Lewandowski                                            |
| 12.   | Slovensko     | 1 – 2                     | ME 2021 | základní skupina E | Karol Linetty                                                 |
| 13.   | Španělsko     | 1 – 1                     | ME 2021 | základní skupina E | Robert Lewandowski                                            |
| 14.   | Švédsko       | 2 – 3                     | ME 2021 | základní skupina E | 2x Robert Lewandowski                                         |
| 15.   | Nizozemsko    | 1 – 2                     | ME 2024 | základní skupina D | Adam Buksa                                                    |
| 16.   | Rakousko      | 1 – 3                     | ME 2024 | základní skupina D | Krzysztof Piątek                                              |
| 17.   | Francie       | 1 – 1                     | ME 2024 | základní skupina D | Robert Lewandowski                                            |